# Filippo d’Averardo Salviati
Filippo d’Averardo Salviati né à Florence le 10 août 1515, mort le 27 juillet 1572, est une personnalité et un mécène  du XVIe siècle appartenant à une riche famille de banquiers et de notables florentins.

## Biographie
Fils d'Averardo di Alamanno Salviati et de Naninna Alamanni - Salviati, il siège au sénat de Florence. Marié à Maria Gualterotti, on lui connaît deux enfants : Antonio et Averardo (1542-1595). 
Son nom est resté attaché aux œuvres d'art qu'il collectionnait. Giorgio Vasari le mentionne dans ses Vite au chapitre qu'il consacre au peintre Fra Bartolomeo (1472-1517), dit Baccio ou Baccio della Porta dont il possédait une œuvre. 
On a également gardé la trace d'un panneau commandé au Bronzino (1503-1572) à la fin des années 1530, probablement l'Adoration des bergers conservée au musée des Beaux-Arts de Budapest. On possède également la trace d'une transaction entre Filippo et Giuliano di Piero di Simone Bugiardini en 1569. 
Un de ses descendants porte le même nom, et le fait que l'édition de 1613 de l'Iconologia de Cesare Ripa lui est dédiée, indique également qu'il pratiquait le mécénat.